# BEST OF THE BEST
『BEST OF THE BEST』（ベスト・オブ・ザ・ベスト）は、日本のロックバンド・SPYAIRのベスト・アルバム。2021年8月11日にSony Music Associated Recordsからリリースされた。

## 概要
『BEST』から約6年9ヶ月ぶり、2作目となるベストアルバム。過去のシングル曲や「JUST LIKE THIS」会場限定CDの楽曲のほか、新曲「Born To Be Loud」も収められる。
本作は初回生産限定盤、期間生産限定盤、通常盤の3仕様でリリース。初回生産限定盤には今年5月に東京・Zepp DiverCity（TOKYO）から無観客配信ライブとして行われた全国ツアー「SPYAIR ALBUM TOUR 2021 -UNITE-」ファイナル公演の映像を収録したDVDが、期間生産限定盤には2008年にリリースされたインディーズ時代の音源「alive」が付属する。

## 収録曲

### CD Disc1
- 通常盤、初回生産限定盤・期間生産限定盤共通。

1. Born To Be Loud [3:54]
新曲
2. 轍〜Wadachi〜 [3:42]
  - 1st EP表題曲
  - アニメ映画「銀魂 THE FINAL」主題歌
3. One Day [3:26]
  - 23rdシングル表題曲
  - テレビアニメ「ハイキュー!! TO THE TOP」エンディングテーマ
4. INSIDE OF ME [3:33]
  - 4th配信限定シングル表題曲
  - 単独野外ライブ「JUST LIKE THIS 2020」テーマソング
5. PRIDE OF LIONS [3:20]
  - 3rd配信限定シングル表題曲
  - 日本体育大学応援ソング
6. B-THE ONE [4:02]
  - 2nd配信限定シングル表題曲
  - 「B.LEAGUE 2018-19 SEASON」公式テーマソング
7. We'll Never Die [4:02]
  - 2nd会場限定シングル表題曲
  - 単独野外ライブ「JUST LIKE THIS 2018」テーマソング
8. I Wanna Be… [3:54]
  - 22ndシングル表題曲
  - テレビ東京系アニメ「銀魂.銀ノ魂篇」オープニングテーマ
9. MIDNIGHT [3:57]
  - 21stシングル表題曲
  - 東海テレビ・フジテレビ系ドラマ「ウツボカズラの夢」主題歌
10. THE WORLD IS MINE [4:09]
  - 1st会場限定シングル表題曲
  - 単独野外ライブ「JUST LIKE THIS 2017」テーマソング
11. Be with [5:32]
  - 20thシングル表題曲
12. RAGE OF DUST [3:23]
  - 19thシングル表題曲
  - テレビアニメ『機動戦士ガンダム 鉄血のオルフェンズ』オープニングテーマ
13. THIS IS HOW WE ROCK [3:58]
  - 18thシングル表題曲
  - 単独野外ライブ「JUST LIKE THIS 2016」テーマソング
14. アイム・ア・ビリーバー [3:38]
  - 17thシングル表題曲
  - テレビアニメ『ハイキュー!! セカンドシーズン』オープニング・テーマ
15. ファイアスターター [3:53]
  - 16thシングル表題曲
  - ドラマ『THE LAST COP/ラストコップ』主題歌
16. ROCKIN' OUT [3:34]
  - 15thシングル表題曲
17. All I Need [5:07]
  - 4th会場限定シングル表題曲
  - 単独野外ライブ「JUST LIKE THIS 2021」テーマソング

### CD Disc2
- 通常盤、初回生産限定盤・期間生産限定盤共通。

1. LIAR [3:13]
  - 1stシングル表題曲
  - TBS系ドラマ『ハンマーセッション!』主題歌
2. Last Moment [3:11]
  - 2ndシングル表題曲
  - テレビ東京系アニメ『BLEACH』第25期エンディング・テーマ
3. ジャパニケーション [2:57]
  - 3rdシングル表題曲
4. サムライハート (Some Like It Hot!!) [3:11]
  - 4thシングル表題曲
  - テレビ東京系アニメ『銀魂』第17期エンディング・テーマ
5. BEAUTIFUL DAYS [4:17]
  - 5thシングル表題曲
  - 日本テレビ系ドラマ土曜9時枠『ドン★キホーテ』主題歌
6. My World [3:34]
  - 6thシングル表題曲
  - MBS・TBS系アニメ『機動戦士ガンダムAGE』エンディング・テーマ
7. 0 GAME [4:04]
  - 7thシングル表題曲
  - ソニー・ピクチャーズ エンタテインメント配給映画『アメイジング・スパイダーマン』日本版テーマソング
8. Naked [3:50]
  - 8thシングル表題曲
  - 日本テレビ系『フットンダ』9月エンディング・テーマ
9. WENDY 〜It's You〜 [3:10]
  - 9thシングル表題曲
  - NHK総合系ドラマ『恋するハエ女』主題歌
10. サクラミツツキ [3:36]
  - 10thシングル表題曲
  - テレビ東京系アニメ『銀魂』第13期オープニング・テーマ
11. 虹 [4:58]
  - 11thシングル表題曲
  - TBS系木曜ドラマ『潜入探偵トカゲ』主題歌
12. 現状ディストラクション [3:38]
  - 12thシングル表題曲
  - ワーナー・ブラザース映画配給映画『劇場版 銀魂 完結篇 万事屋よ永遠なれ』主題歌
13. JUST ONE LIFE [3:59]
  - 13thシングル表題曲
  - フジテレビ系アニメ『サムライフラメンコ』オープニング・テーマ
14. イマジネーション [3:00]
  - 14thシングル表題曲
  - MBS・TBS系アニメ『ハイキュー!!』オープニング・テーマ

### CD Disc3
- 期間生産限定盤のみ。

1. OVER [3:31]
2. Runner way [2:39]
3. GROWING UP [3:22]
4. TO [4:01]
5. FREE [3:13]
6. I'll be there [3:06]
7. ALIVE [3:40]
8. You [3:48]
9. Deep inside [4:02]
10. Home [2:49]

### DVD
- 初回生産限定盤のみ。

1. I Wanna Be...
2. 現状ディストラクション
3. INSIDE OF ME
4. One Day
5. B-THE ONE
6. iris
7. La la la...
8. LIAR
9. Get over it
10. PRIDE OF LIONS
11. We'll Never Die
12. What is Love
13. サムライハート (Some Like It Hot!!)
14. 轍～Wadachi～
15. STORY (encore)
16. SINGING (encore)